# Verrucaria mimicrans
Verrucaria mimicrans är en lavart som beskrevs av Servít. Verrucaria mimicrans ingår i släktet Verrucaria och familjen Verrucariaceae.   Inga underarter finns listade i Catalogue of Life.